# یواس‌اس نابیگوان (وای‌تی‌بی-۵۲۱)
یواس‌اس نابیگوان (وای‌تی‌بی-۵۲۱) (به انگلیسی: USS Nabigwon (YTB-521)) یک کشتی بود که طول آن ۱۰۰ فوت (۳۰ متر) بود. این کشتی در سال ۱۹۴۵ ساخته شد.